# Yelitza Lora
Flor Jelithza Lora de la Cruz, más conocida como Yelitza Lora (Santo Domingo, 12 de julio de 1985) es una presentadora, bailarina, modelo y actriz dominicana.

## Biografía

### Inicios
A los once años, Lora ganó el concurso Nuestra Belleza Infantil. Después trabajó como bailarina y modelo en varios programas de televisión de la República Dominicana.

### Carrera
En 2010 participó en el programa de telerrealidad La Finca de Tania Báez. Dos años debutó como actriz en el filme Feo de día, lindo de noche y en los años siguientes apareció en el reparto de producciones cinematográficas como El pelotudo (2014), La extraña (2014) y Dos policías en apuros (2016). En 2015 creó una empresa de producción cinematográfica llamada Princesa Films.
En su faceta como presentadora ha figurado en espacios como Sábado de Corporán, El show de Raymond y Miguel, El show del mediodía y El camión de tus sueños. En 2021 se trasladó a los Estados Unidos para convertirse en directora de mercadeo en la cadena radial Ritmo Broadcasting LLC. Allí transmitió su propio programa titulado Otra cosa radio.

## Filmografía

### Cine
| Año  | Título                     | Papel     | Notas |
| ---- | -------------------------- | --------- | ----- |
| 2012 | Feo de día, lindo de noche | La Rubia  |       |
| 2014 | El pelotudo                | Mercedes  |       |
| 2014 | La extraña                 | Lety      |       |
| 2016 | Dos policías en apuros     | La Diabla |       |